# عضلة وجنية صغيرة
 العضلة الوجنية الصغيرة (بالإنجليزية: Zygomaticus minor muscle)‏ هي إحدى عضلات التعبير الوجهِي، تنشأ العضلة من العظم الوجني وتمتد بموازاة العضلة الدويرية العينية على الوجه الجانبي للعضلة الرافعة للشفة العلوية ثم تدخل في الجزء الخارجي للشفة العلوية، تحرك الشفة إلى الخلف وإلى الأعلى وإلى الخارج، وتستعمل في الابتسام، وككل عضلات التعبير الوجهي، تعصّب (تُربَط وتُتَحكم) بالعصب الوجهي (CN VII).
تسمى هذه العضلة أحياناً بانها «الرأس الوجني» للعضلة الرافعة للشفة العلوية.